# Aphanocalyx
Aphanocalyx é um género botânico pertencente à família Fabaceae.